# Teresa May-Czyżowska
Teresa May-Czyżowska (ur. 22 stycznia 1935 w Łucku, zm. 19 lipca 2012 w Łodzi) – polska śpiewaczka operowa, sopran, pedagog, odznaczona w 2005 Srebrnym Medalem „Zasłużony Kulturze Gloria Artis”.

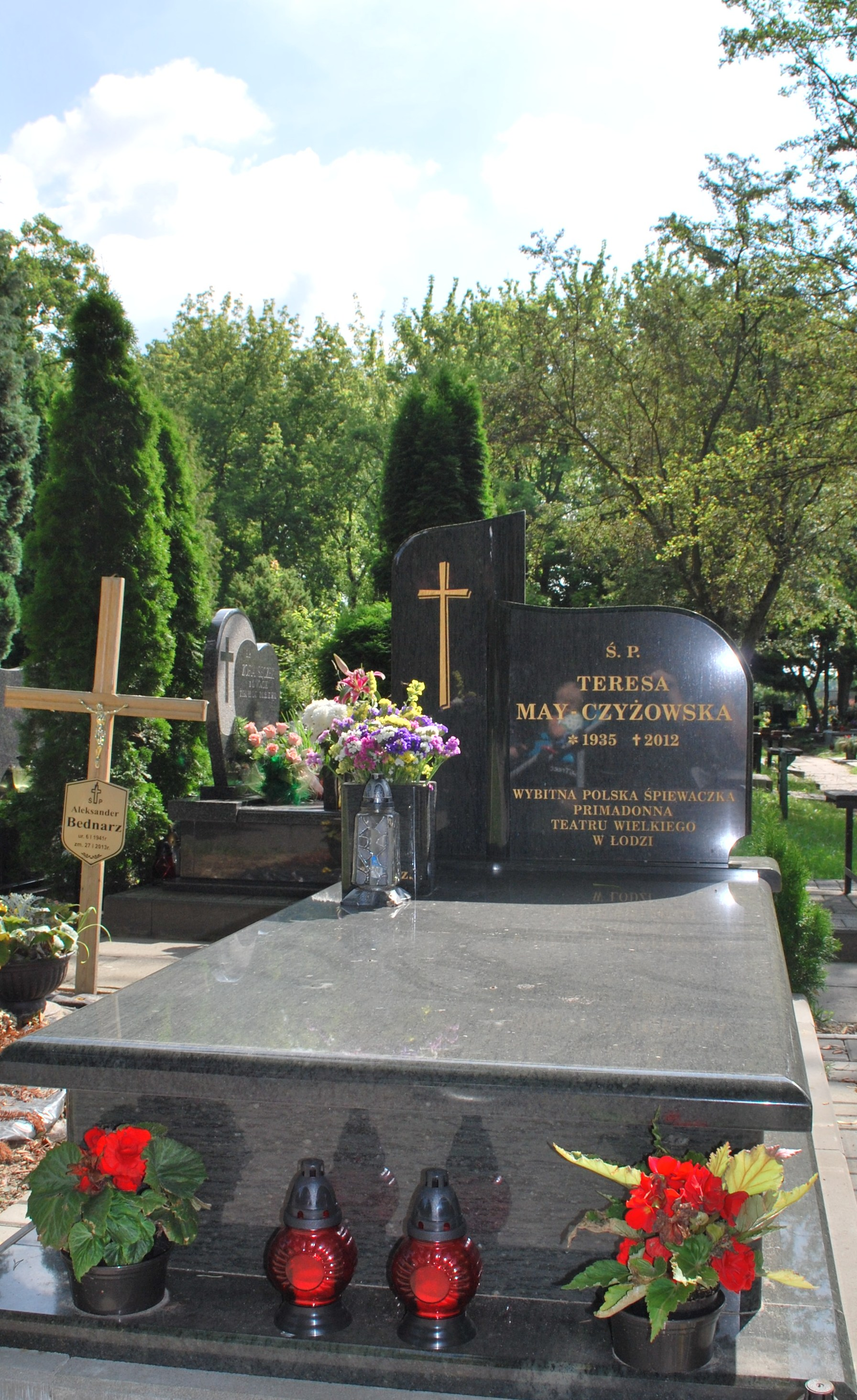
Nagrobek Teresy May-Czyżowskiej w alei zasłużonych cmentarza Doły w Łodzi

Była związana z Teatrem Wielkim w Łodzi od 1966 roku, czyli od powstania Teatru, do ostatniego tam występu w 2006 roku.
Zmarła 19 lipca 2012 roku z powodu choroby serca.
Jej pogrzeb odbył się 26 lipca 2012 roku na łódzkim cmentarzu komunalnym.